# Rackenford
Rackenford – wieś w Anglii, w hrabstwie Devon, w dystrykcie North Devon.
Od 1986 roku pod civil parish w Rackenford zaczęli podlegać mieszkańcy wsi Creacombe.